# Jeung San Do
Jeung San Do (증산도), ocasionalmente chamado Jeungsanismo (증산교, Jeungsangyo), que significa "O Dao/Tao de Jeung-san", embora este termo seja melhor reservado para uma família maior de movimentos, é um novo movimento religioso fundado na Coreia do Sul em 1974. É um dos mais de 100 movimentos religiosos coreanos que reconhecem Gang Il-sun (강일순, Kang Jeungsan, ou Chungsan), um líder religioso do início do século XX, como a encarnação e personificação do Sangjenim (上帝任, o "espírito governante de o universo") e realizou uma "reordenação do universo" através de sua missão e rituais. A religião é caracterizada por uma mensagem universal, milenarismo e um método de meditação de cura.

## História
Vários ramos do jeungsanismo têm suas origens em Goh Pan-Lye (Subu, literalmente "(a) Chefe", 1880-1935, embora no círculo de Kang houvesse mais de uma "Subu"), uma discípula de Kang Jeungsan. Por volta de setembro de 1911, Goh reuniu em torno dela vários seguidores de Kang. Eventualmente, o primo de Goh, Cha Gyeong-Seok (1880-1936), um discípulo líder de Kang, tornou-se o líder do ramo de Goh. Insatisfeita com esta situação, Goh se separou de Cha em 1919 e estabeleceu sua própria religião. Na década de 1920, o ramo de Cha, conhecido como Bocheon-gyo, tornou-se o maior novo movimento religioso coreano e possivelmente a maior religião da Coreia, com cerca de 6 milhões de seguidores. Declinou rapidamente após a morte de Cha em 1936 e se fragmentou em vários grupos concorrentes, assim como a organização de Goh. Jeung San Do é o maior entre os ramos que reivindicam uma linhagem originária de Goh. Foi fundado por Ahn Un-san (nascido em 1922), que estabeleceu sua primeira organização religiosa em 1945. Após outras divisões, Ahn fundou a Jeung San Do em 1974 junto com seu filho, Ahn Gyeong-jeon (nascido em 1954). Jeung San Do acredita que, como Kang era Deus Pai, Goh, reverenciado com o título de Tae-mo-nim, era Deusa Mãe e entre 1926 e 1935 realizou sua própria reordenação do universo. Jeung San Do é o movimento dentro do jeungsanismo com a presença mais visível no exterior, embora não seja o maior ramo na Coreia. O texto central do jeungsanismo, o Dojeon, foi publicado pela primeira vez em coreano em 1992. O nome "Dojeon" é usado por outros ramos do jeungsanismo para seus próprios e diferentes textos sagrados. A versão de Jeung San Do contém uma descrição detalhada das vidas de Jeungsan Sangjenim e Taemonim ("Grande Mãe") e de Cheonjigongsa, a "Renovação do Céu e da Terra". A teoria jeungsanista enfatiza o conceito de Tao, o caminho da natureza.
O jeungsanismo é frequentemente entendido como tendo se originado do sinismo coreano e do taoismo milenar chinês, e é definido como uma das religiões indígenas coreanas.

## Etimologia
"Jeung San Do" significa "o Caminho (道, dao/do/Tao) de Jeung (甑, siru) San (山, montanha)". A palavra "jeung" é siru em coreano, que é um recipiente de comida coreana para cozinhar bolos de arroz coreanos, Tteok (떡). Significa um vasto vaso por metáfora que pode conter tudo no mundo. Para concluir, "jeung" (甑) denota o processo de ascensão, maturação, fruição ou crescimento.
"Jeung san" também é um termo descritivo tradicional coreano para a montanha mais alta de uma região ou "montanha a vapor". "Do" (道) denota Tao, o caminho. Considerado como um todo, portanto, o nome "Jeung San Do" significa a verdade mais elevada que supera todas as religiões e ensinamentos existentes.

## Ensinamentos
Sangjenim significa "Altíssimo Imperador", e é cognato do chinês Shangdi. É o espírito governante do universo, e Jeung San Do acredita que ele foi encarnado como Gang Il-sun, embora Deus para Jeung San Do também exista como Deusa Mãe, encarnado na terra como Goh Pan-Lye.
Jeung San Do ensina que, aos sete anos de idade, Sangjenim atingiu um súbito despertar espiritual enquanto assistia a uma apresentação de música e dança tradicionais. Quando ele tinha 24 anos, ele testemunhou os eventos tumultuosos da Rebelião Camponesa Donghak, na qual um exército de fazendeiros mal equipado, mas determinado, lutou contra as tropas do governo coreano e dos japoneses. Esta insurreição desencadeou uma guerra entre a China e o Japão travada na península coreana e terminou com a derrota esmagadora dos agricultores e a anexação do país pelo Japão. Depois de observar a morte e a miséria provocadas por esses eventos, Jeung San Sangjenim resolveu salvar o mundo do sofrimento.
Ele viajou por três anos para observar o comportamento humano e a forma, qi e o espírito da terra. Em 1901, após um período de intensa meditação, ele alcançou a perfeita iluminação nos assuntos do Céu, da Terra e da humanidade. Sobre isso ele disse:

Desde os tempos antigos, alguns dominam a escrita dos Céus, alguns dominam os princípios da Terra, mas ninguém domina a natureza dos humanos.  Eu sou o primeiro a dominar a natureza dos humanos.
- Dojeon 2:13:4-5
Naquele ano, Sangjenim começou um trabalho espiritual que não pode ser facilmente explicado ou compreendido. Foi chamado de trabalho de renovação do Céu e da Terra (天地公事). Por 9 anos, ele conduziu trabalhos de renovação na forma de rituais, proclamações e conversas com humanos e espíritos e utilizou o qi de vários lugares e pessoas. Ele estabeleceu uma federação de deuses chamada Governo Criativo, composta por deuses regionais, os espíritos fundadores de linhagens familiares, deuses que fundaram e avançaram civilizações, espíritos iluminados, espíritos com amargura e tristeza não resolvidas e os espíritos dos revolucionários. Com essa assembleia de espíritos, pretendia corrigir os erros do passado e traçar um novo rumo para o futuro. Seu trabalho de renovação do Céu e da Terra mudou o curso do Céu, da Terra e da humanidade e plantou as sementes para um novo mundo iluminado e harmonioso de humanos e deuses.
De acordo com seus seguidores, Sangjenim diferia de outros profetas por não apenas falar sobre o futuro, mas, por meio de seu trabalho espiritual, realmente o transformar. Uma maneira de entender isso é o Efeito Borboleta na Teoria do Caos de Edward Lorenz. De acordo com essa teoria, uma borboleta batendo as asas na América poderia causar ou impedir um tornado na Indonésia. Isso, obviamente, ilustra a improbabilidade de prever qualquer evento em um sistema altamente complexo devido à dificuldade de conhecer todas as variáveis. Mas, e se alguém fosse iluminado ao ponto da onipotência? E se alguém conhecesse todas as variáveis? Tal pessoa poderia não apenas prever o futuro, mas com o efeito cascata de ações aparentemente pequenas, poderia realmente mudar o futuro.
Sobre o método que utilizou no trabalho de renovação, Sangjenim disse:

Há oportunidades para a ação humana... Há um programa para cada princípio celestial.  O trabalho de renovação é baseado em criar a oportunidade e estabelecer o programa.  Se eu abandonasse este método e realizasse o trabalho à força, traria desastre sobre o mundo e mataria multidões.  Essa não é a Minha intenção.
- Dojeon 2:55:7-8

### Ano cósmico

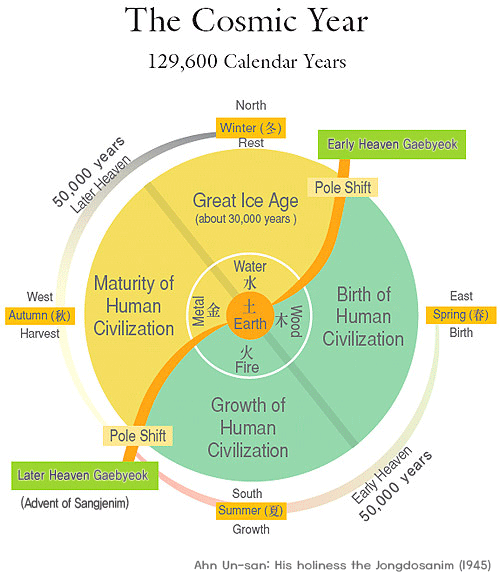
O "ano cósmico" de Jeung San Do

De acordo com Jeun Sang Do, Gang Il-sun revelou à humanidade que o universo incorpora um ciclo quádruplo. Um "ano cósmico" contém quatro estações cósmicas correspondentes ao nascimento, crescimento, colheita e descanso.

## Visões sobre a história coreana
De acordo com Jeung San Do, a História da Coreia é a de um tabuleiro de xadrez usado pela América, China, Rússia e Japão. Enquanto o Império do Japão completou a anexação da Coréia em 1910, eles eram meros peões ou trabalhadores (ilkkun) do Sangjenim; irmãos raciais que salvaram a Coreia da dominação das grandes potências ocidentais. Os japoneses, de acordo com essa narrativa, prestaram o "serviço" (pongsa) de modernizar a Coreia como penitência pelas invasões japonesas da Coréia (1592-1598). Assim, a resistência contra o Japão foi imprudente, e as organizações colaboracionistas de Chinilpa, como o Iljinhoe, não devem ser condenadas. Os coreanos apenas tiveram que "esperar pacientemente", como ensinou Jeung San Do, para que os convidados desocupassem o tabuleiro para assumirem a propriedade da Península Coreana.